# 贡噶翠雀花
贡噶翠雀花（学名：Delphinium hui）是毛茛科翠雀属的植物，是中国的特有植物。分布在中国大陆的四川等地，生长于海拔4,500米的地区，一般生长在山坡多砂砾处世哲学，目前尚未由人工引种栽培。